# Новки (посёлок, Владимирская область)
Но́вки — посёлок в составе Брызгаловского сельского поселения Камешковского района Владимирской области России.

## География
Расположен в 5 км на восток от Камешкова. Железнодорожные станции Новки I на линии Владимир — Ковров и Новки II на линии Новки — Иваново .

## История

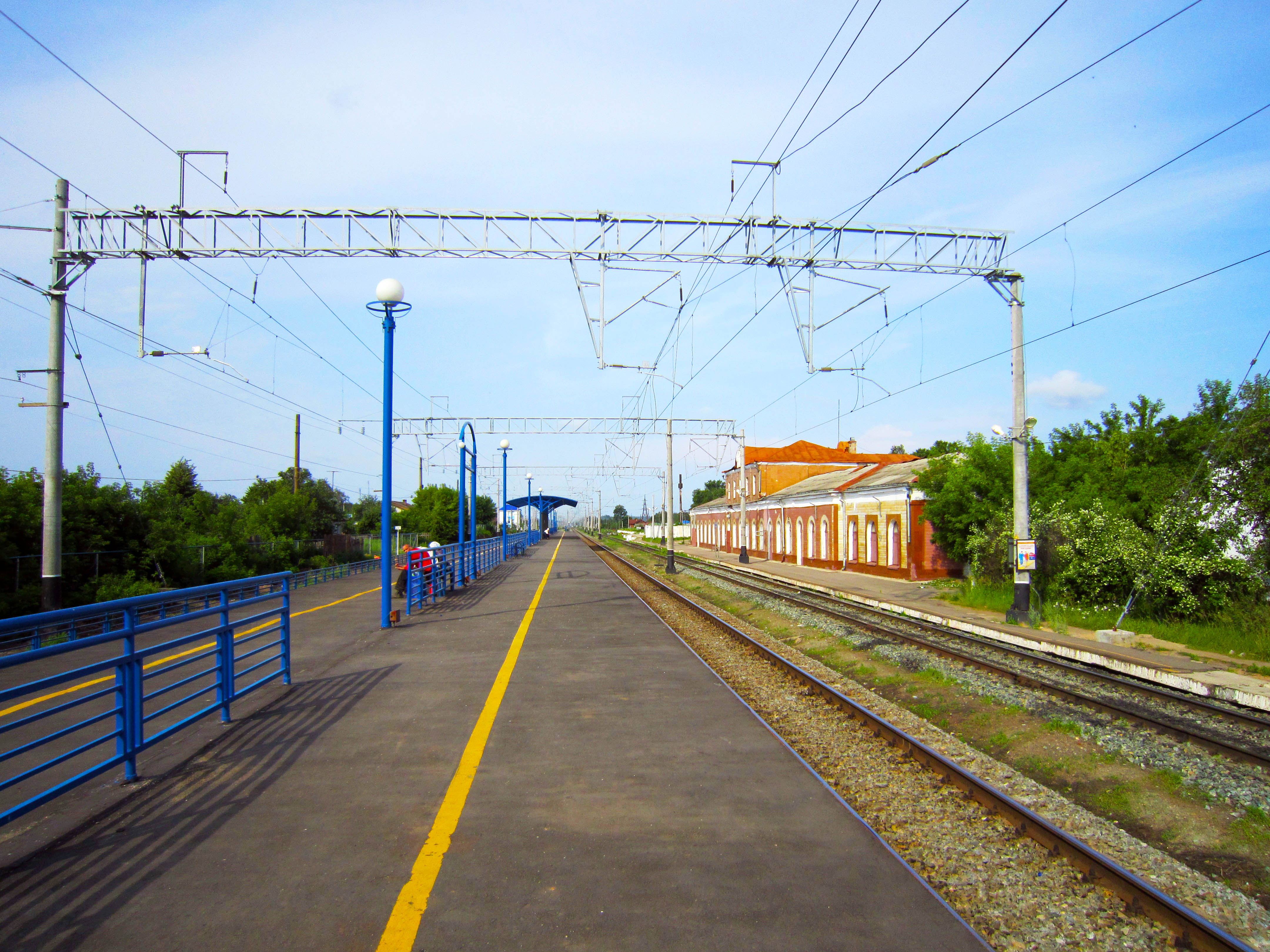
Железнодорожная станция Новки. 2010 год

Основан в 1868 году как пристанционный посёлок при строительстве Шуйско-Ивановской железной дороги: Новки — Шуя — Иваново. В конце XIX — начале XX века посёлок входил в состав Эдемской волости Ковровского уезда.
С 1929 года посёлок входил в состав Новкинского сельсовета Ковровского района, с 1940 года — в составе Эдемского сельсовета Камешковского района, с 1954 года — в составе Брызгаловского сельсовета, в 1963 году посёлок был отнесён к категории рабочих посёлков. В 2001 году посёлок отнесён к сельским населённым пунктам, с 2005 года — в составе Брызгаловского муниципального образования.

## Население

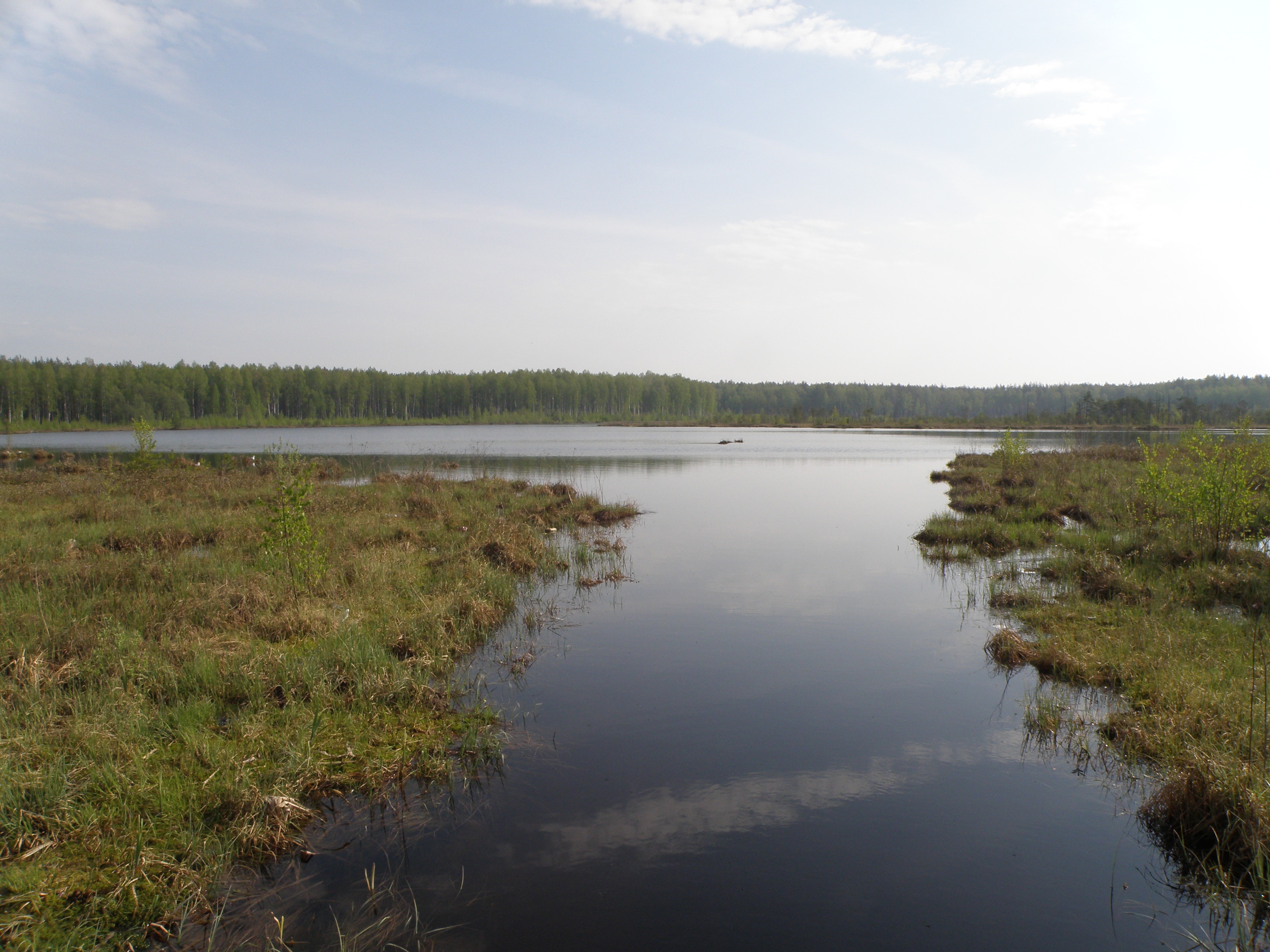
Дарьино озеро — крупнейший водоём в ближайших окрестностях посёлка, место отдыха

| 1905  | 1926 | 1970  | 1979  | 1989  | 2002  | 2010  |
| ----- | ---- | ----- | ----- | ----- | ----- | ----- |
| 50    | ↗298 | ↗2782 | ↘2632 | ↘1902 | ↘1697 | ↘1616 |
| 2021  |      |       |       |       |       |       |
| ↘1480 |      |       |       |       |       |       |

## Инфраструктура
В селе имеются Новкинская основная общеобразовательная школа, детский сад «Рябинка», дом культуры, отделение почтовой связи. 

## Известные жители
Вострухов, Владимир Иванович (1895—1971) — советский военачальник, генерал-полковник (1945).